# Nersès Zabbara
Nersès Joseph Zabbara (* 6. Juni 1969 in Aleppo, Syrien) ist ein syrischer Geistlicher und armenisch-katholischer Erzbischof von Bagdad.

## Leben
Nersès Zabbara trat 1990 in das Seminar in Aleppo ein und wechselte 1992 nach Rom. Er studierte Philosophie und Theologie am Päpstlichen Orientalischen Institut und am Päpstlichen Universität von St. Thomas von Aquin. Am 31. Oktober 1999 empfing er das Sakrament der Priesterweihe für die Erzeparchie Aleppo der Armenier. Er war in der Seelsorge in der Pfarrei Santa Barbara in Aleppo (1999–2002) tätig sowie Schuldirektor (2002–2004), Pfarrer der Pfarrei des Heiligen Kreuzes (2004–2016) und Lehrer am Institut für Christliche Theologie von Aleppo. 2016 wurde er zum Eparchial-Administrator von Bagdad ernannt.
Am 23. Juni 2018 ernannte ihn Papst Franziskus zum armenisch-katholischen Apostolischen Administrator von Bagdad. Vom 10. Mai 2019 bis zum 11. September 2022 war er zudem Patriarchalexarch von Jerusalem und Amman.
Am 27. Mai 2023 wurde die Zustimmung des Papstes zur durch die Synode der armenisch-katholischen Kirche erfolgten Wahl Zabbaras zum Erzbischof von Bagdad bekanntgegeben. Der armenisch-katholische Patriarch von Kilikien, Raphaël Bedros XXI. Minassian, spendete ihm am 27. August desselben Jahres in der syrisch-katholischen Mariä-Himmelfahrt-Kathedrale in Aleppo die Bischofsweihe. Mitkonsekratoren waren der armenisch-katholische Erzbischof von Aleppo, Boutros Marayati, und der Beiruter Weihbischof Kévork Assadourian.
Er spricht Armenisch und Arabisch sowie Italienisch, Französisch und Englisch.